# Illes esporàdiques xilenes

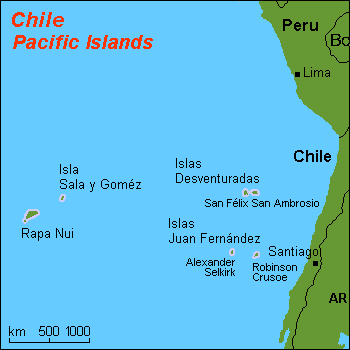
Mapa de les illes esporàdiques xilenes

Les illes esporàdiques xilenes, també anomenades illes oceàniques de Xile o Xile insular, són les illes que pertanyen a Xile, però allunyades del continent no es poden considerar illes litorals. Totes estan situades al Pacífic sud. Són:
- Illa de Pasqua
- Illa Sala i Gómez
- Illes Desventuradas:
  - San Félix
  - San Ambrosio
- Arxipèlag Juan Fernández:
  - Robinson Crusoe
  - Alejandro Selkirk
  - Santa Clara

Només les illes de Pasqua i Robinson Crusoe són habitades. Tradicionalment l'illa de Pasqua, més allunyada del continent i culturalment polinèsia, es considera part d'Oceania i les illes Desventuradas i l'arxipèlag de Juan Fernández es consideren americanes. L'illa Sala i Gómez és dependent de l'illa de Pasqua.
Administrativament totes elles estan incloses a la V Regió de Valparaíso. Les illes de Pasqua i Sala i Gómez formen la província de Pasqua. Les illes Desventuradas i les Juan Fernández són de la província de Valparaíso. Actualment existeix una demanda política conjunta perquè es tingui en compte els seus problemes específics.